# Bathyaustriella thionipta
Bathyaustriella thionipta är en musselart som beskrevs av Glover, Taylor och Rowden 2004. Bathyaustriella thionipta ingår i släktet Bathyaustriella och familjen Lucinidae. Inga underarter finns listade i Catalogue of Life.